# Renault R.S.18
De Renault R.S.18 is een Formule 1-auto die gebruikt wordt door het Renault F1 Team in het seizoen 2018.

## Onthulling
Op 20 februari 2018 onthulde Renault de nieuwe auto door middel van het plaatsen van foto's en video's op het internet. De auto wordt bestuurd door de Duitser Nico Hülkenberg, die zijn tweede seizoen met het team ingaat, en de Spaanse Carlos Sainz jr. die ook zijn tweede seizoen bij het team rijdt. 

## Resultaten
| Kleur  | Resultaat                              |
| ------ | -------------------------------------- |
| Goud   | Winnaar                                |
| Zilver | Tweede plaats                          |
| Brons  | Derde plaats                           |
| Groen  | Gefinisht (punten behaald)             |
| Blauw  | Gefinisht (geen punten behaald)        |
| Blauw  | Niet geklasseerd (NC)                  |
| Paars  | Uitgevallen (DNF)                      |
| Rood   | Niet gekwalificeerd (DNQ)              |
| Zwart  | Gediskwalificeerd (DSQ)                |
| Wit    | Niet gestart (DNS)                     |
| Blanco | Gewond (INJ)                           |
| Blanco | Uitgesloten (EX)                       |
| Blanco | Teruggetrokken (WD) / Niet deelgenomen |
| P      | Poleposition                           |
| S      | Snelste ronde                          |

| Jaar | Chassis        | Motor   | Banden | Coureurs         | 1   | 2   | 3   | 4   | 5   | 6   | 7   | 8   | 9   | 10  | 11  | 12  | 13  | 14  | 15  | 16  | 17  | 18  | 19  | 20  | 21  | Punten | WK-plaats |
| ---- | -------------- | ------- | ------ | ---------------- | --- | --- | --- | --- | --- | --- | --- | --- | --- | --- | --- | --- | --- | --- | --- | --- | --- | --- | --- | --- | --- | ------ | --------- |
| 2018 | Renault R.S.18 | Renault | P      |                  | AUS | BHR | CHN | AZE | SPA | MON | CAN | FRA | OOS | GBR | DUI | HON | BEL | ITA | SIN | RUS | JPN | VST | MEX | BRA | ABU | 122    | 4         |
| 2018 | Renault R.S.18 | Renault | P      | Nico Hülkenberg  | 7   | 6   | 6   | DNF | DNF | 8   | 7   | 9   | DNF | 6   | 5   | 12  | DNF | 13  | 10  | 12  | DNF | 6   | 6   | DNF | DNF | 122    | 4         |
| 2018 | Renault R.S.18 | Renault | P      | Carlos Sainz jr. | 10  | 11  | 9   | 5   | 7   | 10  | 8   | 8   | 12  | DNF | 12  | 9   | 11  | 8   | 8   | 17  | 10  | 7   | DNF | 12  | 6   | 122    | 4         |
| Jaar | Chassis        | Motor   | Banden | Coureurs         | 1   | 2   | 3   | 4   | 5   | 6   | 7   | 8   | 9   | 10  | 11  | 12  | 13  | 14  | 15  | 16  | 17  | 18  | 19  | 20  | 21  | Punten | WK-plaats |

Ferrari SF71H ·
Force India VJM11 ·
Haas VF-18 ·
McLaren MCL33 ·
Mercedes F1 W09 EQ Power+ ·
Red Bull Racing RB14 ·
Renault R.S.18 ·
Sauber C37 ·
Toro Rosso STR13 ·
Williams FW41